# Tim Reynolds
Tim Reynolds (15 de diciembre de 1957 en Wiesbaden, Alemania) es un multiinstrumentista estadounidense nominado a los Premios Grammy conocido tanto por su trabajo como solista como por sus frecuentes colaboraciones como guitarrista principal para Dave Matthews Band. Reynolds ha sido catalogado como un 'maestro infravalorado'.
Reynolds toca la guitarra, el piano, el sitar, la batería, el violín, el bajo, el teclado, instrumentos de percusión étnicos, el djembe, el arpa, y canta, aunque su trabajo es generalmente rock instrumental. Además de ser el miembro fundador del grupo TR3, es uno de los músicos que tocaba en el pub Miller's en Charlottesville, Virginia, en donde se hizo amigo e incentivo al barman, un joven Dave Matthews, para que formara su propio grupo musical, presentándole a músicos del lugar, muchos de los cuales terminaron formando parte de Dave Matthews Band. Pese a que Reynolds rechazó la oferta de unirse al grupo en forma oficial, grabó y salió de gira con Dave Matthews Band como sideman desde su creación hasta finales de 1998, volviendo a trabajar con ellos más recientemente en junio de 2008. Sale de gira en forma regular con Dave Matthews como un dúo acústico, además de realizar presentaciones como miembro de Dave Matthews & Friends.

## Biografía
Reynolds nació en Wiesbaden, Alemania, en donde su padre, un militar de carrera, estaba estacionado en ese momento. Dice que no viene de ningún lugar porque su familia se mudaba tan seguido. Algunos de los lugares en los que vivió su familia incluyen a Alemania, una granja en Indiana, luego una base militar en Alaska, luego Kansas y después Misuri, en donde vivió más tiempo que en ningún otro lugar hasta que fue lo suficientemente mayor como para mudarse solo como adulto. Sus dos padres eran cristianos extremadamente devotos y dice que creció escuchando música cristiana en todos lados. Sin embargo, su hermana mayor tenía unos cuantos álbumes de los Beatles, y los cuales dice, incluso desde temprana edad, amó instantáneamente y tocaba al air guitar con su música.
En su adolescencia, Reynolds aprendió a tocar la guitarra y el bajo, para así poder tocar en el coro de la iglesia local de su familia tres veces por semana, con el secreto extra de que pudo comenzar a experimentar con lo que se convertiría su segunda naturaleza; añadiendo riffs cargados de rock and roll, funk y soul para cuando tenía 12 años. Luego de graduarse de la escuela secundaria, se mudó de casa, y después de salir de los estados del medio oeste terminó en Charlottesville, Virginia , encontrándose con entusiastas del jazz, jazz fusión y la música experimental allí. Reynolds descubrió que el pueblo universitario al que se había mudado era un ambiente mucho más apto para que pueda experimentar con su música que los hogares en donde había estado anteriormente, y añadió a su experimentación otras influencias musicales a su repertorio, incluyendo rock psicodélico de los sesenta, siendo Jimi Hendrix, Carlos Santana y Led Zeppelin algunas de sus primeras influencias.
Para los años 1990, había formado el grupo "Tim Reynolds Three" o TR3, y había añadido otras influencias a su repertorio; música de Nine Inch Nails, Bob Marley y Marilyn Manson. Además, continuó aprendiendo a tocar otros instrumentos, incluyendo el sítar, el sarod, la mandolina, la keytar, las campanas tubulares y otros instrumentos "exóticos" que no eran comunes entre los músicos de rock occidentales de la época.

## Colaboraciones musicales

### Dave Matthews

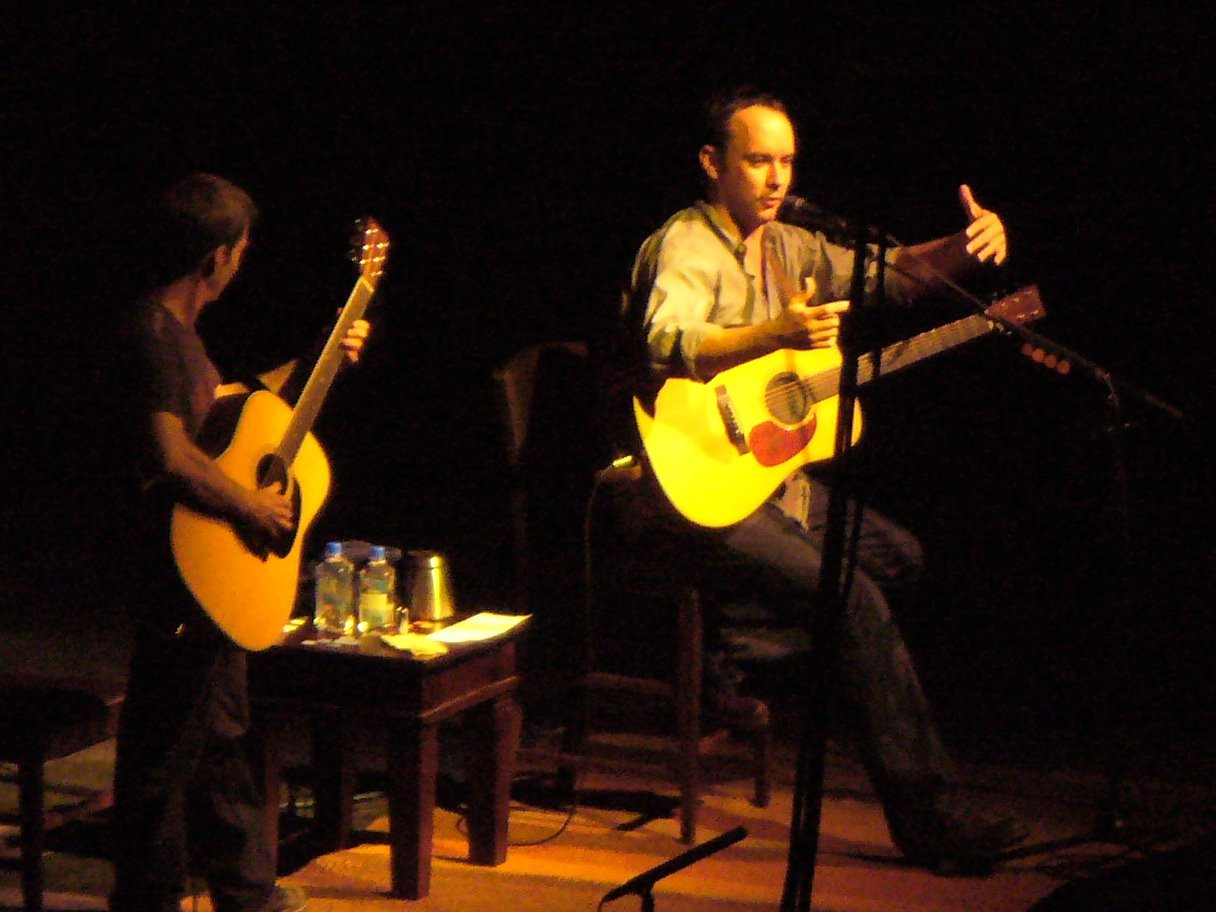
Reynolds y Matthews tocando a dúo

Reynolds tocaba en Charlottesville a finales de los años 1980 cuando su viejo compañero de cuarto de la universidad, Nic Cappon, lo animó a tocar en un bar local, Miller's, en donde conoció a uno de los meseros del lugar, Dave Matthews. Reynolds explicó: 
«Estaba tocando allí en ese entonces [Miller's en Charlottesville] todo el tiempo. Dave Matthews era el mesero. Yo conocí al resto de su [futuro] grupo antes de eso. Tocábamos juntos en Charlottesville desde que me había mudado allí en 1981. Yo tocaba con LeRoi Moore y Carter Beauford. Dave se mudó a la ciudad en 1987. Cuando Dave Mattews Band se formó (1991), yo ya tenía mi propio grrupo (TR3). Le dije (a Dave Matthews): “Ya tengo mi propia banda y me gusta como están las cosas. Tú deberías empezar tu propio grupo". Ví que necesitaba empezar algo por su cuenta.»
En 1993, Reynolds y Dave Matthews comenzaron a tocar algunos sets acústicos a dúo. Estos incluían música de Matthews, reducida a tan solo la guitarra acústica, junto con la guitarra de Reynolds y el uso ocasional de slide por parte de este último. Durante estos sets, Reynolds todaba entre una a cuatro de sus propias canciones. Luego de unos cuantos años estos shows ganaron popularidad, y en 1996 Mathews y Reynolds se embarcaron en su primera gira juntos como un dúo. En 1999, para el lanzamiento de su gira de 40 conciertos, publicaron Live at Luther College.
Tras un corto descanso, Reynolds volvió a salir de gira con Matthews como dúo en 2003. Reynolds y Matthews repitieron sus shows como teloneros para la gira Dave Matthews & Friends en 2003 y principios de 2004. Tocaron juntos en varios conciertos en 2006 y 2007. Reynolds se unió a Matthews en una mini-girap or Europa en febrero y marzo de 2007. El 14 de agosto de 2007, Matthews y Reynolds lanzaron un set de CD/DVD en vivo, Live at Radio City, que incluye las canciones Stay or Leave, Gravedigger, Cornbread y Dancing Nancies, entre otras. También incluye dos canciones de Reynolds; You are my Sanity y Betrayal. El concierto en Radio City también fue lanzado en alta definición en formato Blu-ray.
En 2008, Reynolds volvió a trabajar con Dave Matthews Band para la grabación de Big Whiskey and the Groogrux King junto al productor Rob Cavallo. Fue la primera colaboración Reynolds con Dave Matthews en la grabación de un álbum de estudio desde Some Devil en 2003 y la primera vez que lo hacía con el grupo completo desde Before These Crowded Streets en 1998.
Reynolds y Matthews tocaron juntos varias veces en abril de 2008: en apoyo del candidato presidencial Barack Obama, en el concierto "Seeds of Compassion" (en español, Semillas de Compasión) en Seattle, Washington, y en el Festival Kokua de Jack Johnson en el Waikiki Shell en la isa de O'ahu, en Honolulu, Hawai'i.
Reynolds salió de gira como el guitarrista principal con Dave Matthews Band para promocionar Big Whiskey and the GrooGrux King a principios de 2008. Volvió a salir de gira como guitarrista principal de DMB para la gira del verano de 2013 del grupo.

### Dave Matthews & Friends

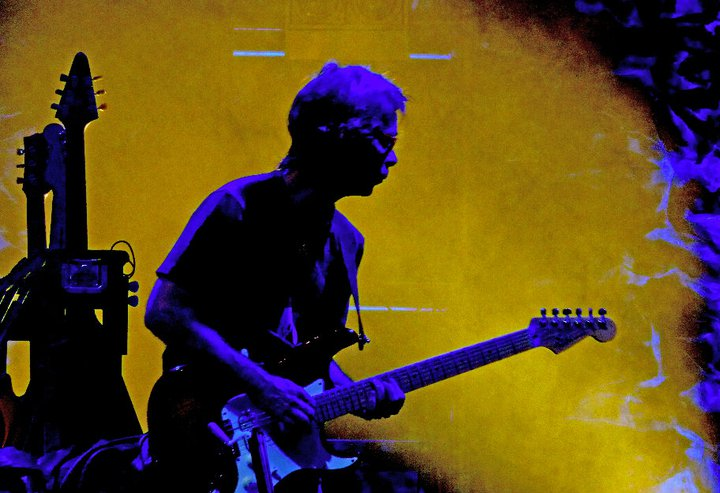
Tim Reynolds tocando con Dave Mathews Band en Chile.

Luego del lanzamiento del primer álbum como solista de Dave Matthews, Some Devil, Matthews juntó a muchos de los colaboradores del álbum y realizó una pequeña gira en los Estados Unidos entre 2003 y 2004. El grupo consistía de Trey Anastasio (de Phish) en la guitarra, Brady Blade en la batería, Tony Hall en el bajo, Ray Paczkowski en el teclado y Reynolds en la segunda guitarra. Todos los conciertos comenzaban con un pequeño set acústico de Matthews y Reynolds, seguido por un set con la banda completa con Reynolds en la guitarra eléctrica. Gran parte de Some Devil fue tocado en vivo durante esa gira, junto a varios covers, incluyendo la canción "Solsbury Hill" de Peter Gabriel a pedido de Reynolds.
Dave Matthews & Friends volvió a tocar ocasionalmente en 2004, 2005, y 2006. En 2008, Reynolds se unió a Dave Matthews Band en su gira de América del Norte, repitiendo su rol en la gira de primavera de 2009.
Tanto Matthews como Reynolds tiene una política de grabación abierta en sus conciertos que se extiende a TR3, disponible en su sitio web. El par piensan que ningún concierto es igual a otro, en gran parte debido a la exploración de melodías de Reynolds cuando está en el escenario.

## Obras caritativas
Reynolds y Matthews participaron de un álbum de 2008 titulado Songs for Tibet, un iniciativa para apoyar al Tíbet, el Dalai Lama Tenzin Gyatso y para trare a la luz las violaciones a los derechos humanos cometidos contra el Tíbet por el gobierno de China.
El 4 de octubre de 2009, Reynolds tocó junto a Matthews en San Luis, Misuri en apoyo de Farm Aid.

## Vida privada
Reynolds tiene un hijo llamado Josef con su esposa Linna, nacido en febrero de 1982. En 1995, él y su novia Diane Thomas tuvieron una hija, Eura. Viven en Nueva México con su hijo Jostin Bileyu. En 2008, Thomas se mudó con sus hijos a Carolina del Norte. Tim también lo hizo, para estar cerca de su hija Eura. Actualmente vive Carolina del Norte, luego de haber pasado 17 años en Virgina y varios otros en Nuevo México.

## Discografía

### Estudio
- 1993 – Stream
- 1997 – Sanctuary
- 1999 – Astral Projection
- 2000 – See Into Your Soul
- 2000 – Stream (re-release)
- 2001 – Nomadic Wavelength
- 2001 – ID - From the Lab (vol one)
- 2002 – Petroglyph
- 2005 – Parallel Universe
- 2010 – The Limbic System

### En Directo
- 1996 – Gossip of the Neurons
- 2002 – Chaos View

### Con TR3
- 1988 – TR3
- 1991 – Shifting Currents
- 1995 – Light Up Ahead
- 1995 – Dear Charlottesville
- 1995 – Comin' After You
- 2009 – Radiance
- 2011 – Live from SPACE and Beyond

### Como Dave Matthews & Tim Reynolds
- 1999 – Live at Luther College
- 2007 – Live at Radio City
- 2010 – Live in Las Vegas
- 2012 – Live Trax Vol. 23
- 2012 – Live Trax Vol. 24

#### Con Dave Matthews Band
- 1993 – Remember Two Things
- 1994 – Recently (EP)
- 1994 – Under the Table and Dreaming
- 1996 – Crash
- 1997 – Live at Red Rocks 8.15.95
- 1998 – Before These Crowded Streets
- 2001 – Live in Chicago 12.19.98
- 2004 – Live Trax Vol. 1
- 2008 – Live Trax Vol. 13
- 2008 – Live at Mile High Music Festival
- 2008 – Live Trax Vol. 14
- 2009 – Live Trax Vol. 15
- 2009 – Big Whiskey and the GrooGrux King
- 2009 – Europe 2009
- 2010 – Live in New York City
- 2010 – Live Trax Vol. 19
- 2012 – Live Trax Vol. 22
- 2012 – Away from the World

## Premios

### Grammys
- 2010: Álbum del Año – "Big Whiskey and the GrooGrux King" - Nominado
- 2011: Mejor Interpretación Instrumental de Rock – "Kundalini Bonfire" - Nominado